# Эклектика (архитектура)

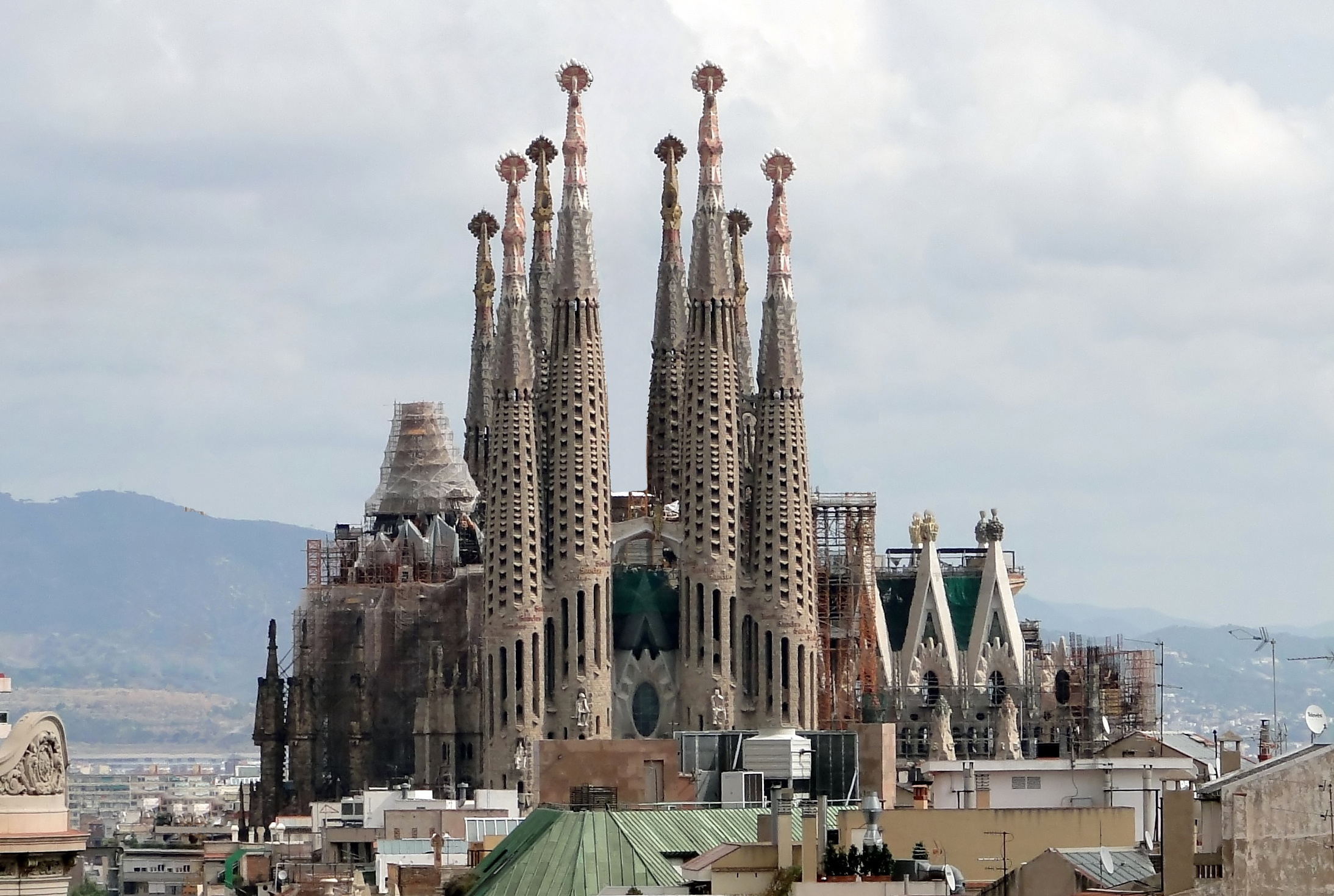
Собор Саграда-Фамилия (Святого семейства), Барселона. Проект 1882 г. Архитектор Антонио Гауди

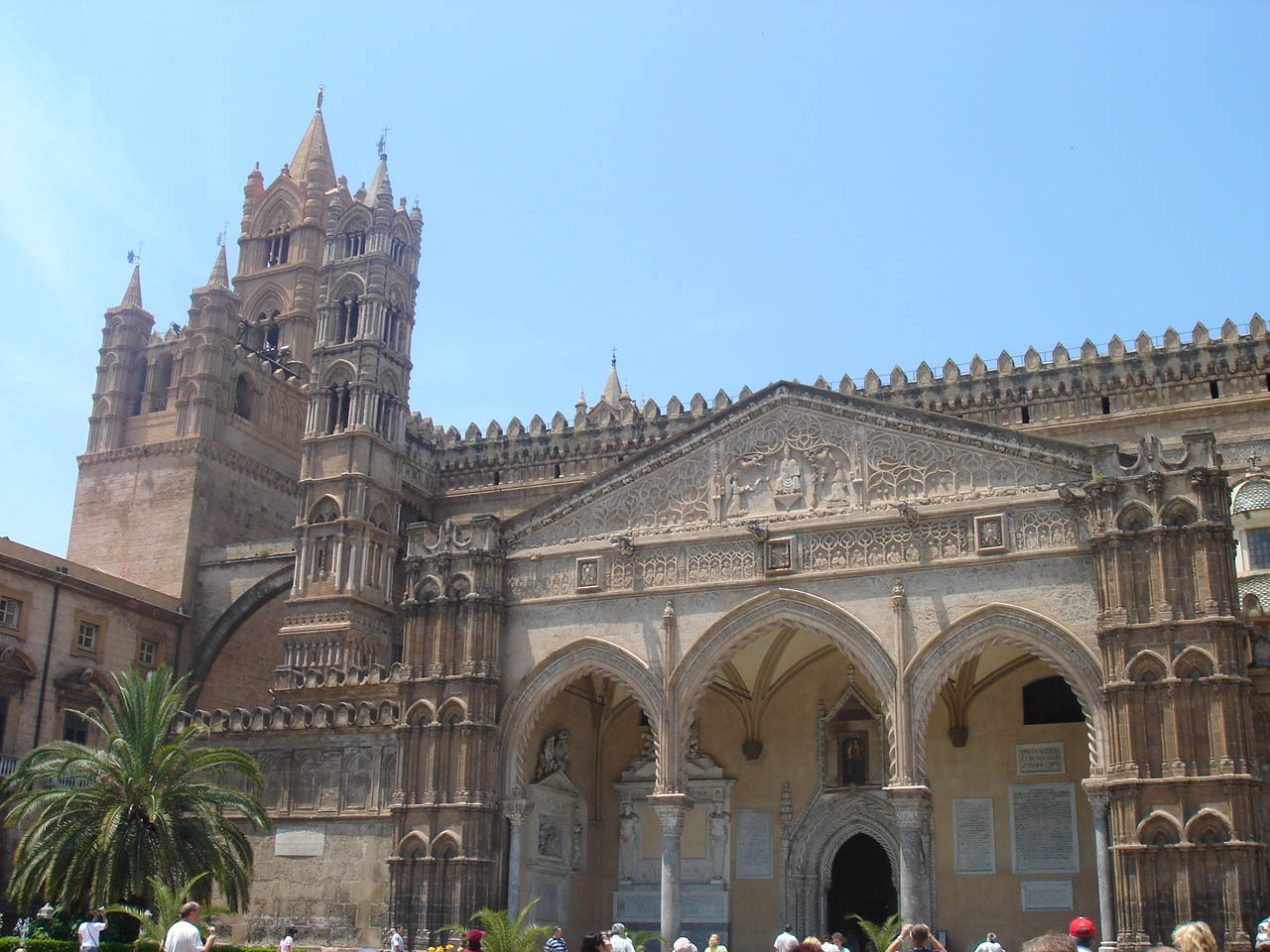
Кафедральный собор в Палермо, Сицилия. Южный фасад. 1179—1801

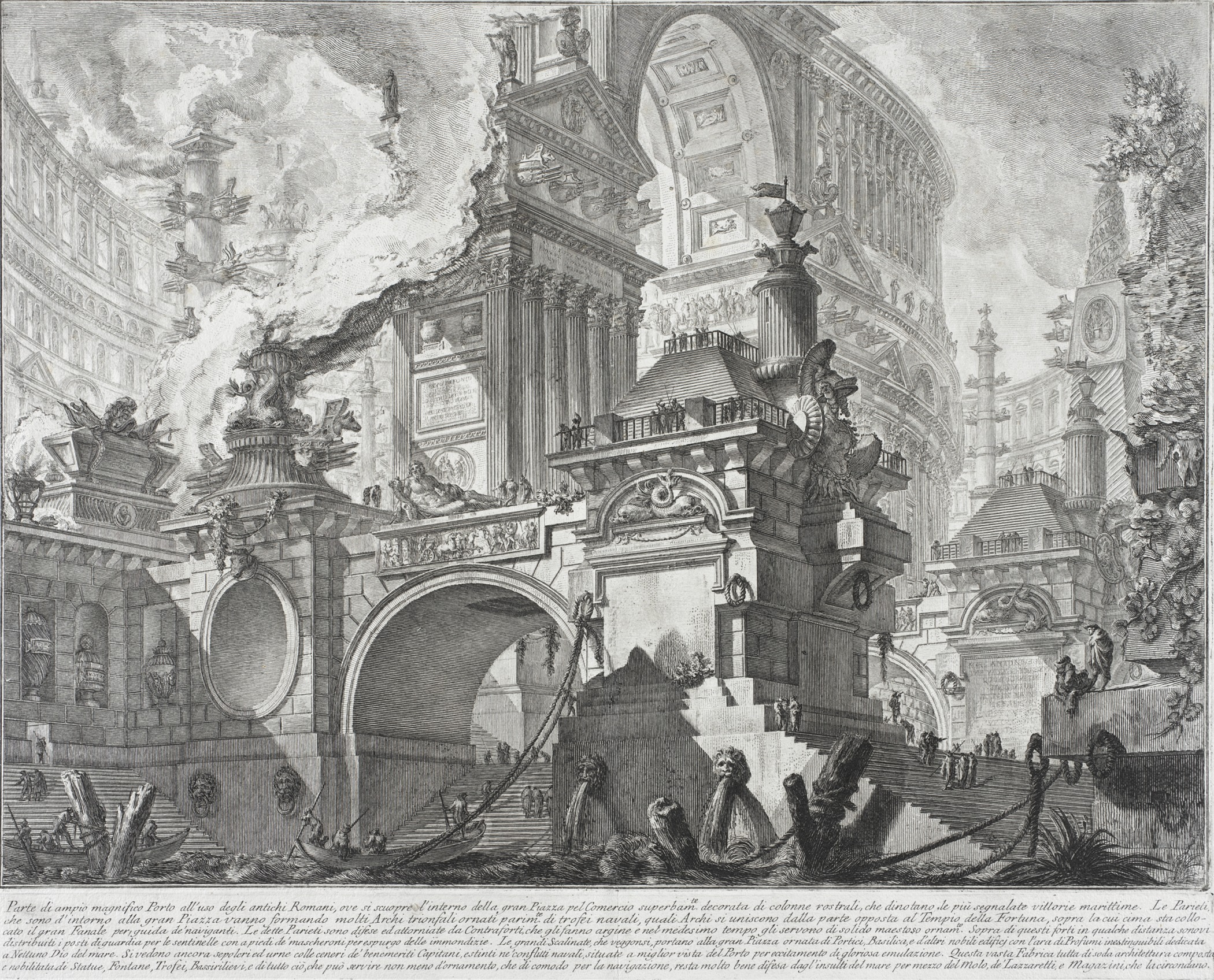
Дж. Б. Пиранези. Часть просторной и великолепной гавани для использования древними римлянами, выходящая на большую рыночную площадь… Ок. 1756. Офорт

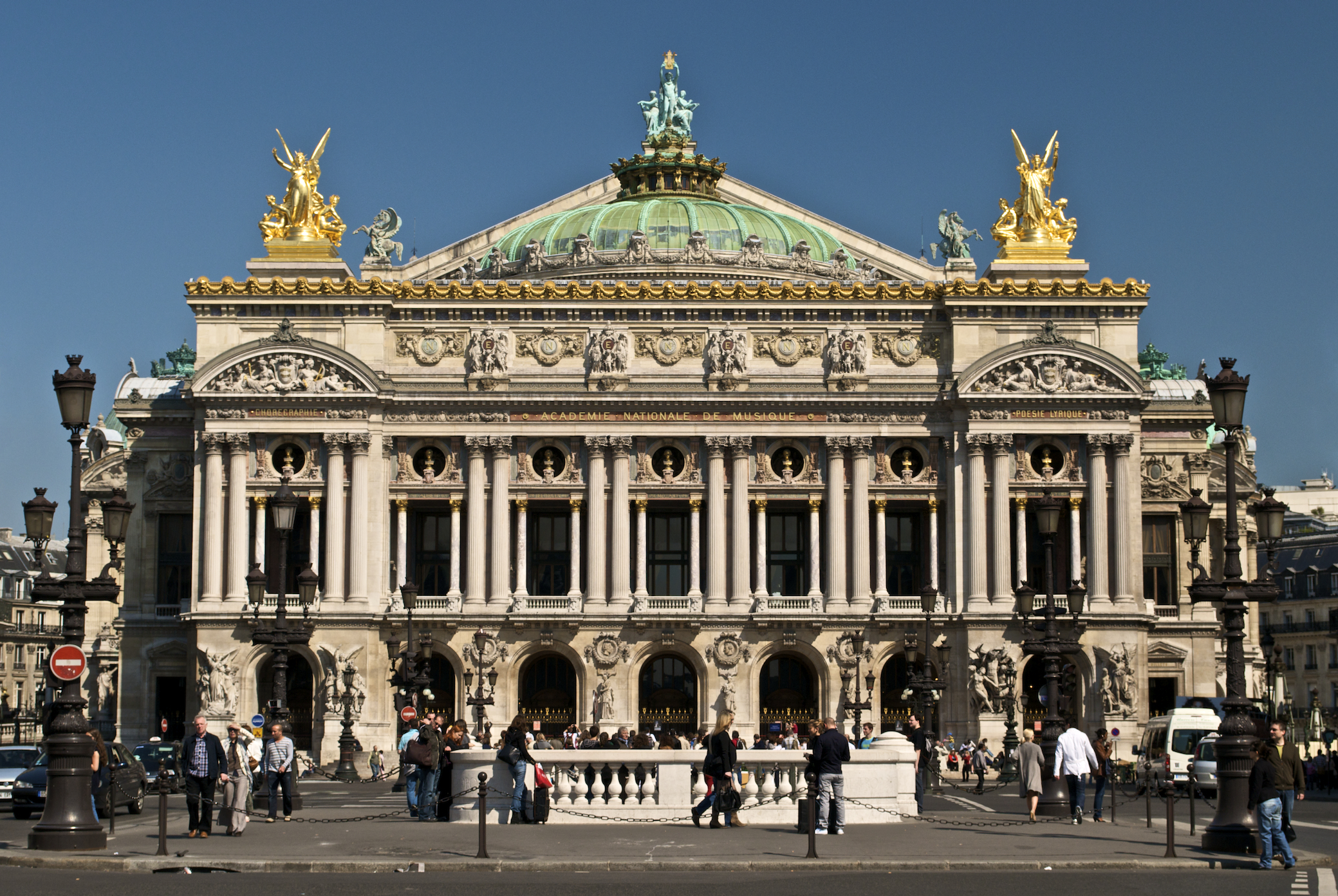
Опера Гарнье в Париже. 1860—1875. Архитектор Ш. Гарнье

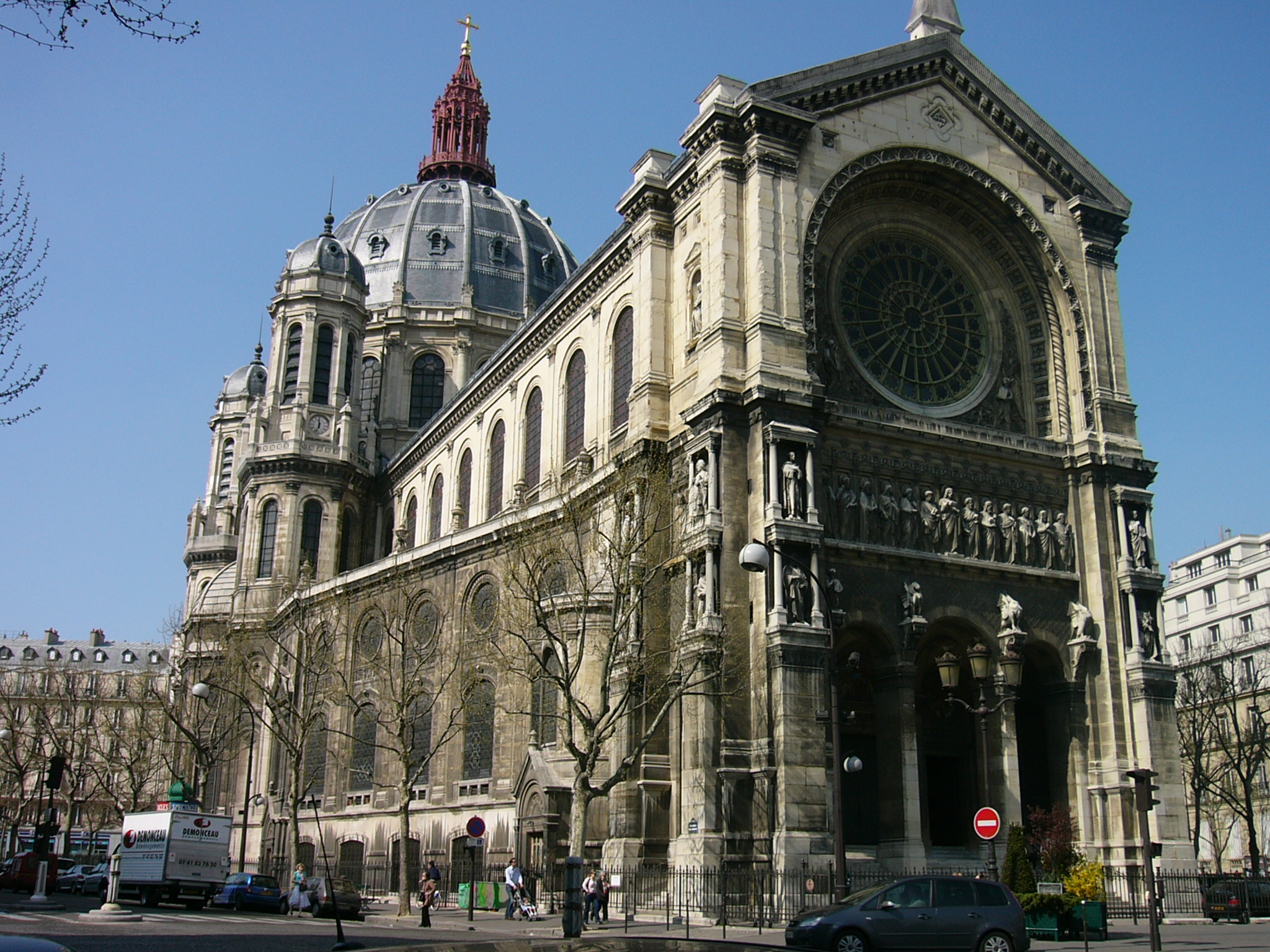
Церковь Сент-Огюстен, Париж. 1860—1871. Архитектор В. Бальтар

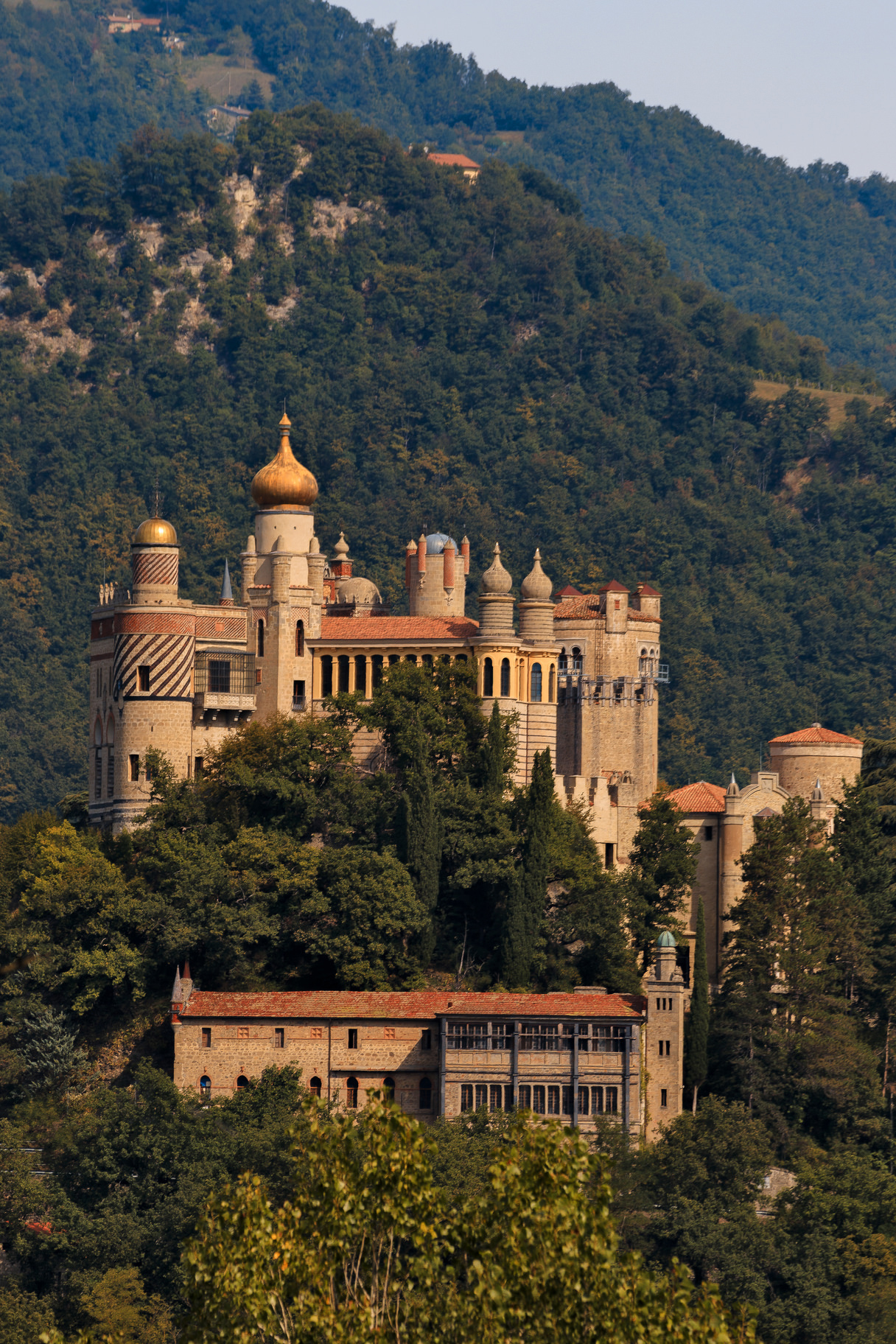
Общий вид замкаGrizzana Morandi Rocchetta mattei — Entrata2.JPG

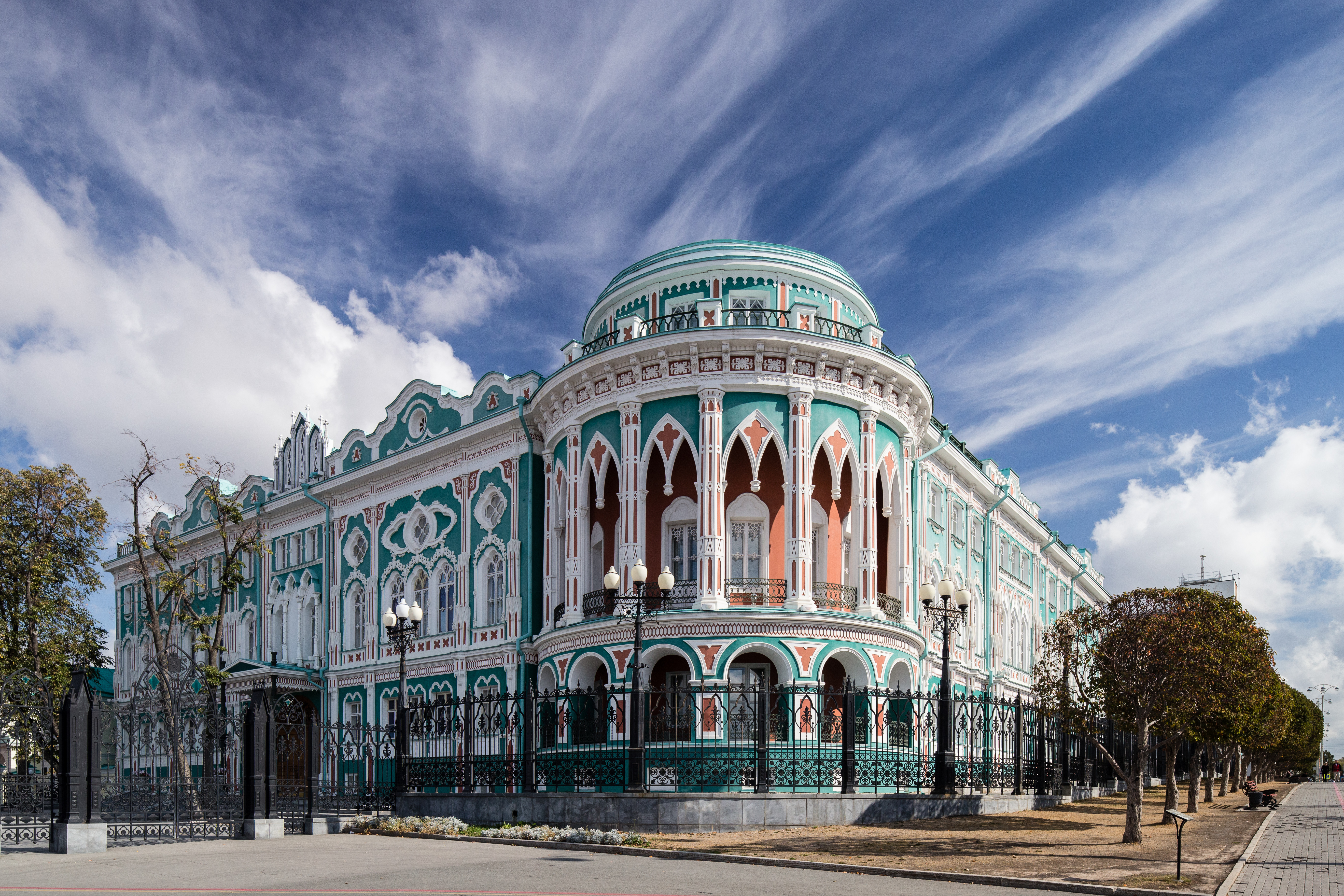
Дом Севастьянова, Екатеринбург. 1863—1866

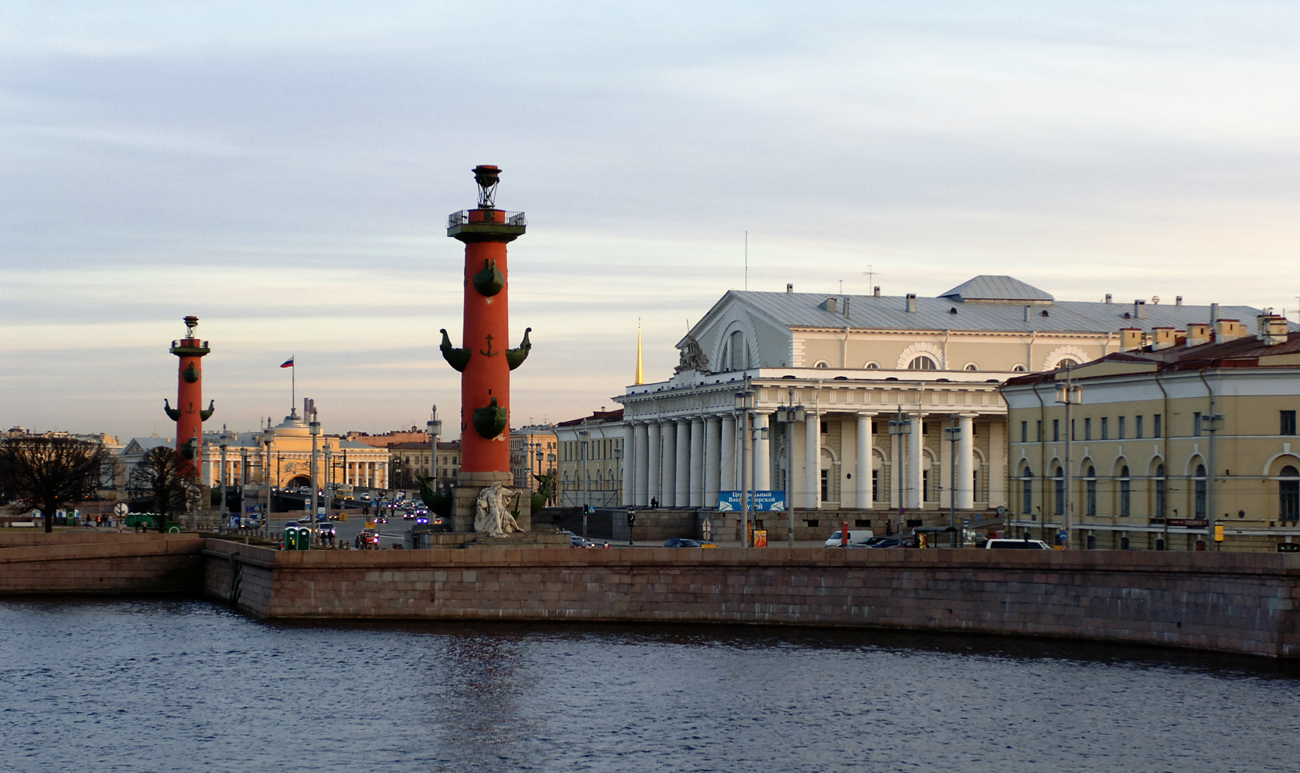
Панорама стрелки Васильевского острова. Санкт-Петербург. 1805—1810. Проект архитектора Ж. Ф. Тома де Томона

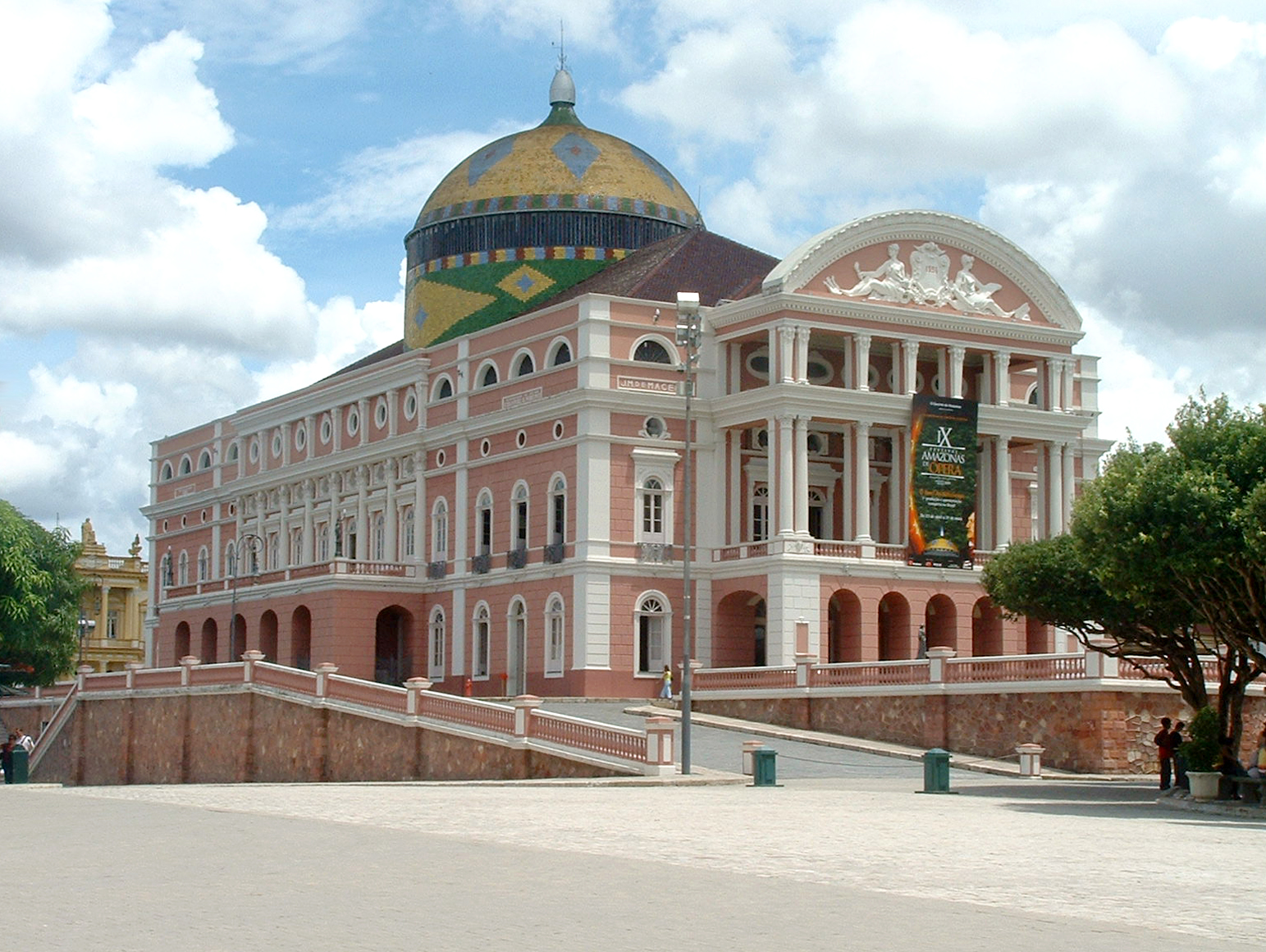
Оперный театр Амазонас в Манаусе, Бразилия

Эклектика (др.-греч. ἐκλεκτός, от др.-греч. ἐκλέγω — выбирать, собирать, изымать) — художественное направление в архитектуре, ориентированное на использование в одном сооружении различных форм искусства прошлого в любых сочетаниях; обычно проявляется в периоды смены больших художественных систем.
В иных формулировках:
- Искусственное, вторичное соединение элементов содержания и формы, имеющих различное происхождение и не создающих стилевую целостность; противоречивое соединение разностильных элементов в одной композиции)[4].
- Соединение разнородных художественных элементов, составляющее сложный по составу псевдостиль, в периоды упадка оригинальных стилей. Эклектика черпает импульсы в различных исторических стилях, становится основой художественного образования и творчества, базирующихся на широкой эрудиции, выборе и компоновке образов. Эклектическое искусство обычно служит эффектной декорацией для материальной культуры нового типа, ещё не выработавшей собственного стиля[5].

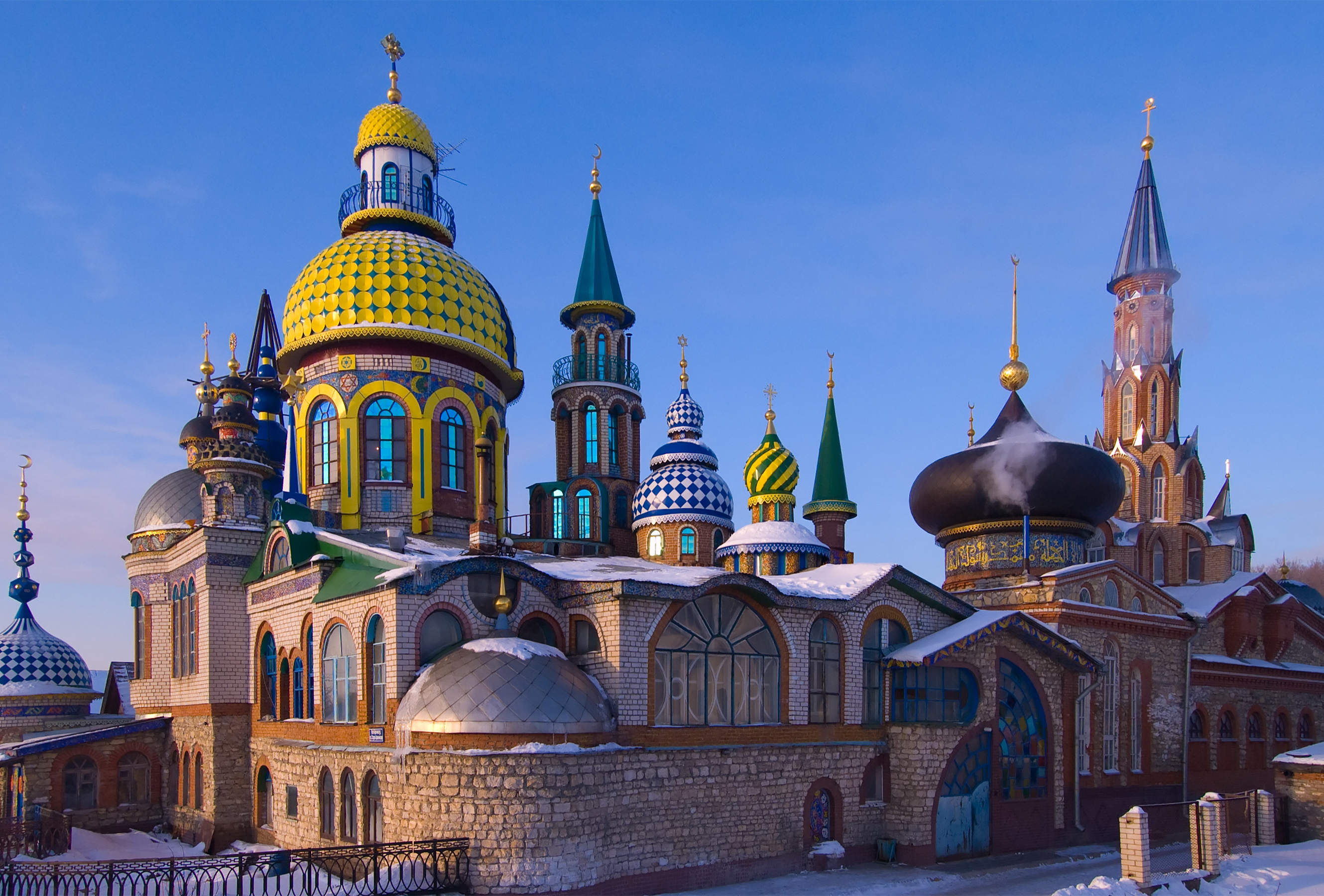
Храм всех религий,Казань. Архитектор И. Ханов

## История термина
Термин «эклектика» получил широкое распространение в поздней античности. В частности, «эклектизмом» называли способ построения философской системы путём сочетания различных положений, заимствованных из других философских систем. Этот термин ввёл в употребление александрийский философ II века Потамон, которого упоминает Диоген Лаэртский в конце своего введения в трактат «О жизни, учениях и изречениях знаменитых философов». В архитектуре и скульптуре метод эклектизма нашёл воплощение главным образом в восточных провинциях: в эллинистической культуре и римских провинциях Передней Азии.
В России термин «эклектика» впервые употребил писатель Н. В. Гоголь. В статье «Об архитектуре нынешнего времени» (1831) Гоголь вопрошал: почему бы в Петербурге не строить помимо «греческих и римских храмов» готические башни, мавританские минареты и китайские пагоды? После несколько наивных призывов к расширению исторических прототипов писатель делает ряд замечаний о «мнимости» и «прекрасном мираже хорошей эклектической архитектуры». Гоголь подчёркивал атектоничные качества «архитектуры умного выбора» (так он интерпретировал греческое слово «эклектика»). В его фантазиях архитектура представляет собой некие висящие в воздухе ажурные арки, галереи, лоджии. Под влиянием Гоголя написана статья его друга, литератора Н. В. Кукольника в редактируемой им «Художественной газете»:

«Наш век эклектический; во всём у него характеристическая черта — умный выбор». Архитекторы «со вкусом стали преодолевать „столбовое однообразие“ (имеются в виду ордерные колоннады классицизма)… „Роды архитектуры перемешиваются и производят новые…“.

Термин „эклектика“ противоположен понятию „парадигмы“ (целостного, естественного образа мышления); следовательно эклектика не является оригинальным художественным стилем: чем больше эклектичности, тем меньше стильности. Эклектический метод следует также отличать от элективного творческого метода (лат. electare — отбирать, выбирать), предполагающего сознательный выбор какого-либо одного прототипа, идеи, формы. Элективный метод может приводить к эклектике, но не во всех случаях.
А. Л. Пунин в своём понимании термина, апеллировал к Гоголю и Кукольнику, подчёркивая, что „эклектика сама себя так назвала“, сужая значение этого понятия к петербургской архитектуре середины и второй половины XIX века. Он называл метод эклектики середины XIX века „ретроспективным стилизаторством“ и отмечал развитие в последней трети века „эклектического стиля“ внутри эклектики.
В архитектуре середины и второй половины XIX века художественное пространство потеряло внутреннюю конструктивность. Оно стало фасадным, декорационным. Архитектор или художник-прикладник, как в театре, имея некий каркас, мог „навешивать“ на него в любой последовательности разные элементы декора. Естественно, что декорация плоскости, компоновка вместо композиции (пространственной целостности) не может создать полноценного художественного образа. Она способна вызвать иллюзию, мираж, „обман зрения“.
Понимание эклектики как создания „призрачных“, неподлинных образов теоретически обосновал французский архитектор, археолог, издатель и художественный критик Сезар Дали (1811—1893). Он считал эклектический метод необходимым периодом в развитии всех исторических типов искусства и сравнивал эклектическую архитектуру XIX века с эклектикой эпохи итальянского Возрождения, когда архитекторы смешивали элементы готики и античного ордера, декорируя фасады зданий вне связи с их внутренним пространством.
Исходя из исторических коннотаций и традиционного понимания термина Г. И. Ревзин подчёркивал „миражность“ эклектической архитектуры, которая сродни „туманным образам символической живописи и поэзии“ . В отличие от исторических стилизаций в эклектических произведениях „картины исторического декора“ как бы подвешены вне исторического времени и пространства, они буквально висят в воздухе».
Таким образом, в историографии сложилось несколько значений термина «эклектика»:
- Эклектика как художественное направление, характеризующееся собственной идеологией, эстетическими критериями и формообразующими идеями;
- Эклектика как определённый творческий метод в архитектурной практике;
- Качества эклектичности, в частности, архитектурной композиции, возникающие в результате применения такого метода;
- Конкретный период в истории искусства, имеющий определённые исторические рамки, как правило их определяют 1830—1890 годами.

Подобный полисемантизм исходного термина требует в каждом отдельном случае добавления уточняющих определений, какое именно из значений имеется ввиду: направление, метод, конкретное произведение или исторический период.
В результате подобной сложности и негативных смысловых коннотаций, появившихся на рубеже XIX—XX веков, прежде всего в искусстве модерна, возникшего в немалой степени на отрицании эклектического метода, историки искусства в середине и второй половине XX века стали всё чаще прибегать к понятиям «историзма» и сопровождающего это явление неостилей, проявившихся в тот же исторический период 1830—1890 годов. Однако историзм и эклектика — не одно и тоже. В результате многих дискуссий среди академических искусствоведов и «музейщиков».
. В. С. Горюнов и М. П. Тубли отмечали «переходный характер» архитектуры эклектики, преодолённый позднее «антиэклектической направленностью» искусства модерна.
Историки декоративно-прикладного искусства приняли термин «историзм». Большинство современных российских исследователей русской архитектуры XIX века продолжает использовать термин «эклектика».
Е. И. Кириченко выделяла следующие периоды эклектики (считая историзм одним из её этапов):
- 1800—1810-е годы: зарождение эклектики,
- конец 1820-х — 1840-е годы: зрелость романтической фазы эклектики,
- 1850—1860-е годы: угасание эклектики и развитие архитектуры историзма,
- 1870—1890-е годы: полное развитие историзма.

## Эклектический метод в истории архитектуры
Элементы эклектики присутствуют в архитектуре разных стран и эпох. В архитектуре эллинизма: в качестве соединения традиций эллинского и ближневосточного искусства, в архитектуре поздней Римской империи: в произвольной комбинации форм, заимствованных из строительного искусства Греции, Египта и Передней Азии.
В XI веке в романской архитектуре южной Италии (Кафедральный собор Палермо, Палатинская капелла) эклектика проявилась в арабо-нормандском стиле.
В период формирования новой христианской эстетики появился термин «правильное смешение» (итал. regolata mescolanza), которое должно привести к созданию идеальных, вневременных художественных форм. Такое «правильное смешение» идеологи Тридентского собора католической церкви стремились противопоставить эклектизму и вторичности спекулятивной эстетики «обмирщённого» светского искусства .
Художники эпохи Итальянского Возрождения использовали близкий метод, но он был, скорее не эклектическим, а элективным. Они использовали слово «эклектический» (eclettico), но вкладывали в него иной смысл, близкий современному понятию «изящный, элегантный» .
В период маньеризма (вторая половина ХVI в.) элективный метод часто переходил в эклектику. Именно в период маньеризма впервые в искусстве Нового времени прозвучали призывы к смешению и субъективному истолкованию форм художественных стилей прошлого и их произвольному соединению. Противоположное течение в итальянском искусстве ХVI века, в эпоху Высокого Возрождения, напротив, характеризуется стремлением к целостности художественной формы. Его позднее назовут пуристским или классицистическим.
Так формировалась дилемма: качества эклектичности проявлялись в переходные периоды от одного исторического типа искусства к другому, когда старые нормы и идеалы утрачивали актуальное значение, и новые ещё не были созданы или слишком слабы, а этапы творческого подъёма характеризовались целостностью художественного стиля.
В отношении топографии искусства действует простая закономерность: чем дальше от главных, исторически изначальных центров культуры формируется историко-региональный художественный стиль (для европейской культуры это прежде всего Афины и Рим), тем больше он впитывает внешних влияний и связан с бо́льшим количеством этнических источников и, следовательно, более эклектичен. Таковы, к примеру «колониальные стили» провинциальной архитектуры. «Чем дальше от Рима, тем больше эклектизма» .
Но и внутри классицистического направления существуют стили и течения, декларирующие множественность источников. Например, «смешанное соединение» (лат. mixtum compositum в архитектуре «Большого стиля» эпохи Людовика ХIV во Франции (вторая половина ХVII в.).
Выдающийся итальянский архитектор, рисовальщик, гравёр и теоретик архитектуры Джованни Баттиста Пиранези (1720—1778), в творчестве которого соединялись классика и романтика, классицизм и барокко, в пояснениях к своим фантасмагорическим офортам, согласно панримской теории, утверждал, что римский (в значении классический) художник должен выбирать и соединять всё лучшее из египетского, греческого и римского искусства. В его графических композициях мы видим невероятное нагромождение римских триумфальных арок, бесконечных галерей, мостов, обелисков, пирамид, ваз, рельефов, «осирических статуй» египетских фараонов, этрусских ваз, помпейских бронз, римских саркофагов… В пояснениях к отдельным гравюрам «в египетском вкусе» или «в греческой манере» архитектор писал: «Этот метод позволил мне выбраться из старой, монотонной колеи и преподнести публике нечто новое в этой области». В дополнение к своему методу Пиранези выдвинул идею соединения современной ему архитектуры с подлинными античными фрагментами. Эта идея позднее нашла отражение в творчестве шотландского архитектора Ч. Камерона (поклонника Пиранези) в Царском Селе и Павловске.
Французский аббат, историк и теоретик искусства неоклассицизма Марк-Антуан Ложье (1713—1769) в трактате «Опыт архитектуры» (1752) отмечал ценность не только античной, но и готической архитектуры. Он выдвинул идею создания нового «греко-готического стиля». Под влиянием идей Ложье архитектор Пьер Контан де Иври (1698—1777) построил собор в Аррасе (1764) в «греко-готическом стиле». Художнику неоклассического искусства, в частности архитектуры, теперь требовался тезаурус — значительно больший запас знаний по истории искусства.
Ещё более явно эклектичность проявилась в искусстве начала XIX века — в стиле французскогo ампира, и в середине столетия — в стиле второго ампира. Архитектор Шарль Гарнье, один из главных создателей стиля Второй Империи во Франции, автор здания Большой оперы в Париже, постулировал эклектический метод следующим образом: «В каждой эпохе — своя красота… Всё, что истинно, всё, что прекрасно, обязательно что-то говорит душе. Надо быть самому эклектиком, чтобы восхищаться эклектизмом».

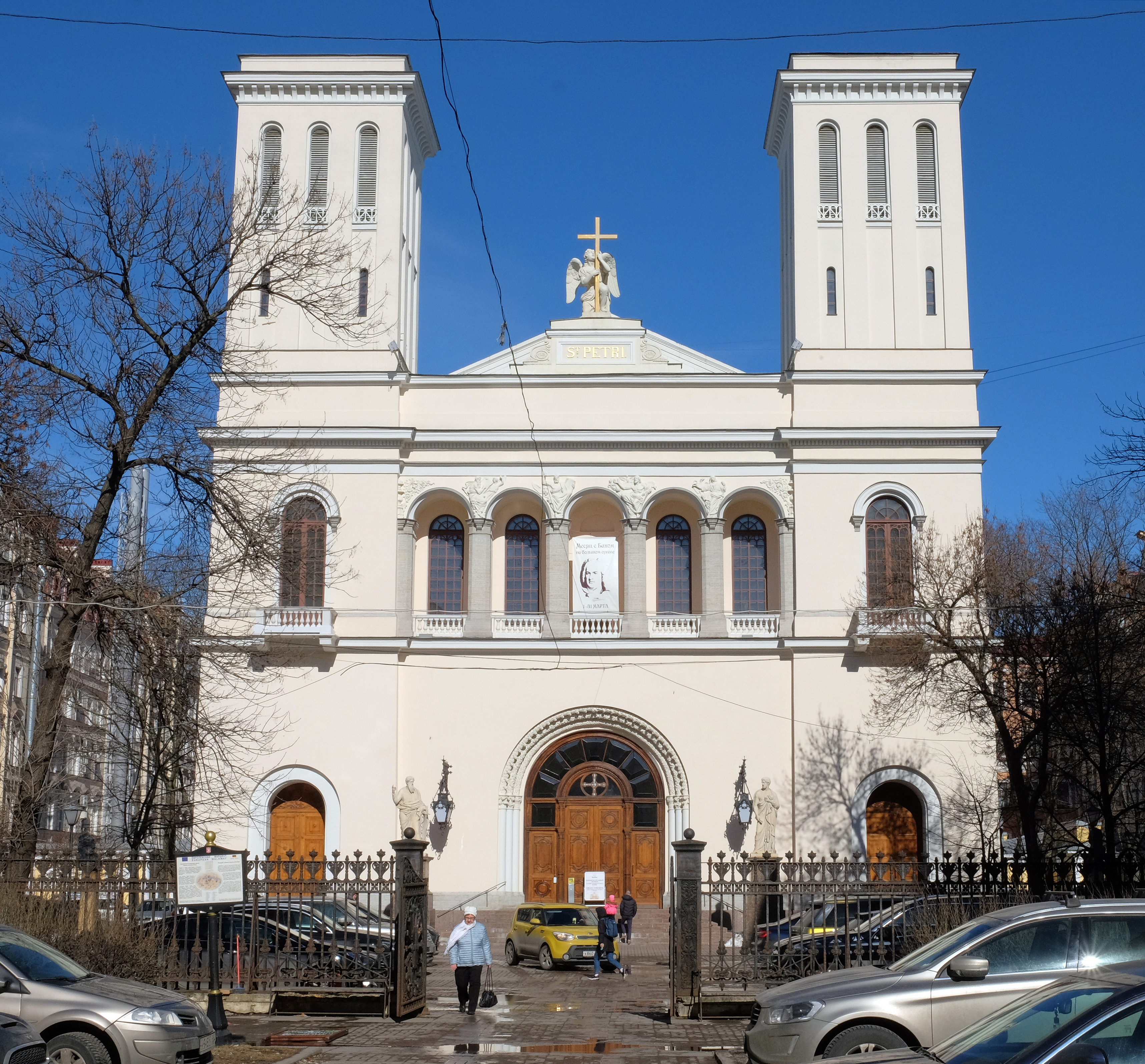
Лютеранская церковь Святого Петра. Главный фасад. Санкт-Петербург. 1832–1838. Архитектор А. П. Брюллов
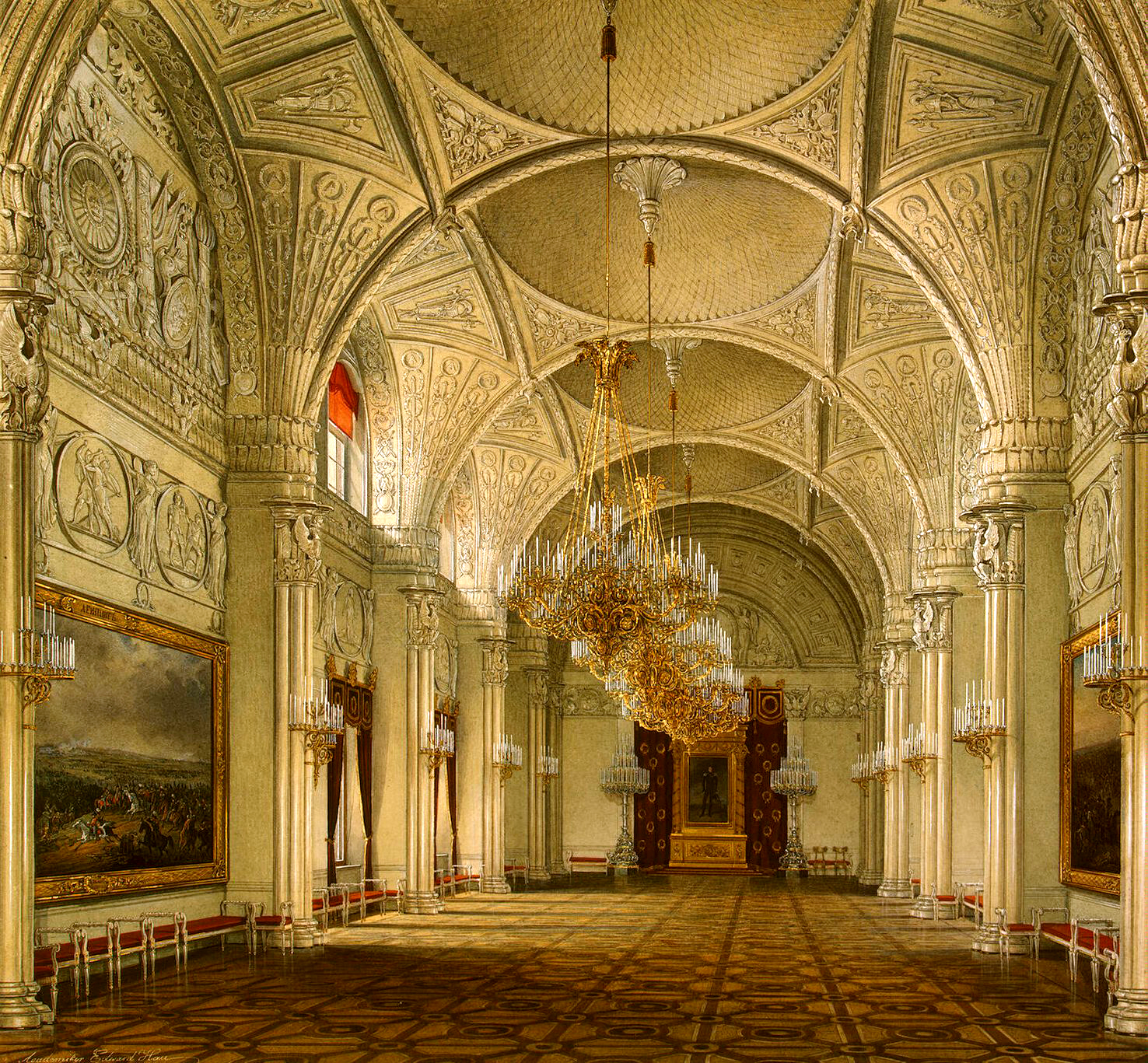
Александровский зал Зимнего дворца. Санкт-Петербург. Архитектор А. П. Брюллов. Акварель Э. П. Гау. 1861
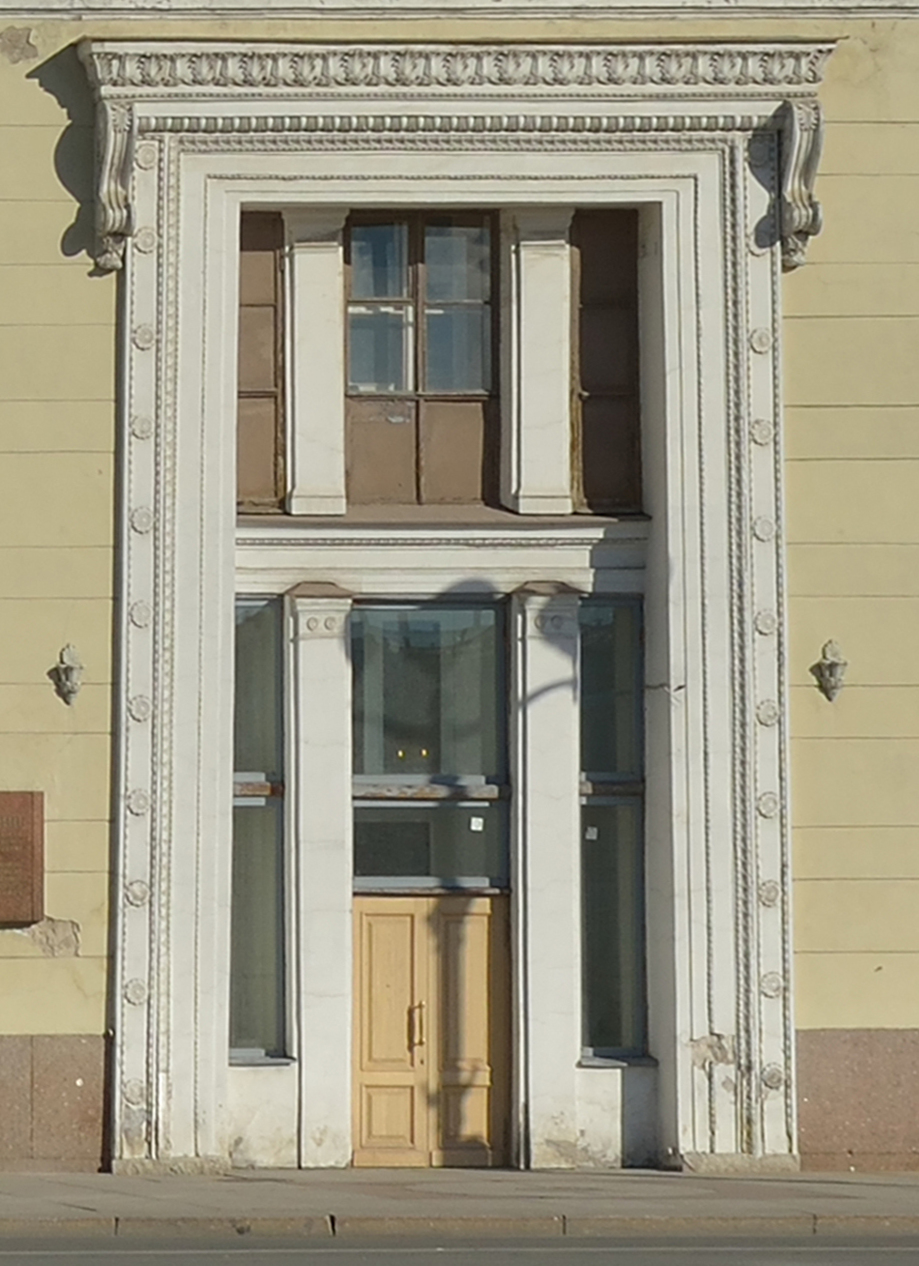
Здание Штаба Гвардейского корпуса. Дворцовая площадь, Санкт-Петербург. Пилон входа. 1837–1843
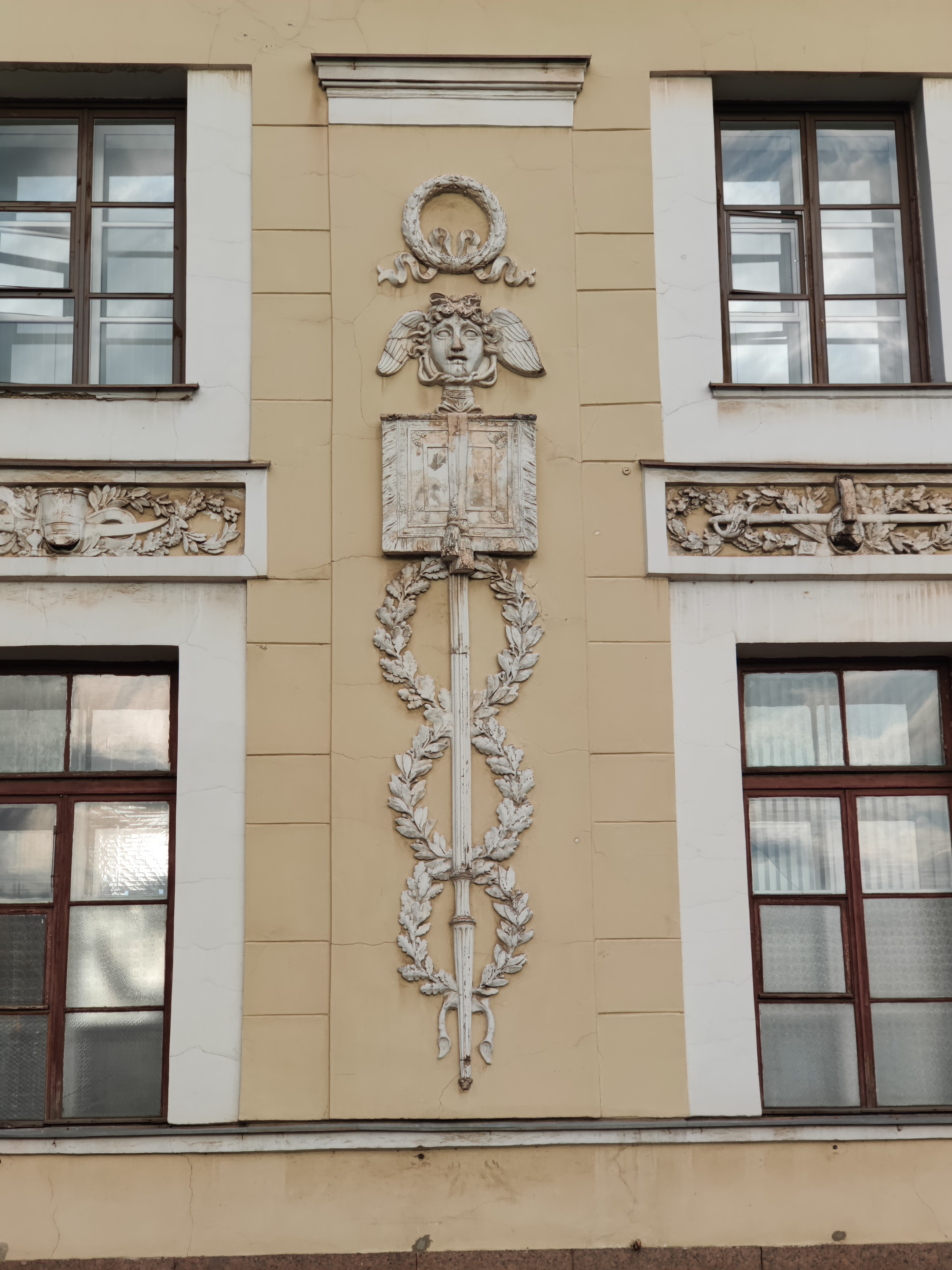
Здание Штаба гвардейского корпуса. Деталь фасада

В период историзма 1830—1880-х годов отдельные черты эклектичности, сопровождавшие художественное мышление с античных времён, перерастают в новое качество — принципиальную эклектичность художественного мышления и творческий метод эклектизма, который доминирует над прочими. Поэтому в истории архитектуры этот период называют периодом эклектики, или, кратко, «архитектурой эклектики». Однако подобное определение является недостаточным.
Вопреки традиционной точке зрения, формирование эклектического метода в архитектуре XIX века не связано с появлением новых конструкций и строительных материалов (железа, стекла, бетона), будто бы разрушивших старую классицистическую ордерную систему. Развитие эклектики в 1830-е годы связано с кризисом эстетики классицизма, стремлением архитекторов к большей творческой свободе и расширением диапазона требований заказчиков, включая новый класс буржуа, фабрикантов и торговцев. В отличие от творческого метода историзма, где от творца требуется полное соответствие идеи композиции выбранному стилизуемому образцу (своего рода ностальгия), метод архитектурной эклектики предполагает произвольный выбор отдельных компонентов с целью создания внешне привлекательного произведения независимо от функции постройки.
Эклектика может проявляться в композиции здания в качестве смешения разнородных форм (Дворец правосудия в Брюсселе). Она может соединять как родственные стили (римский тип храма с греческими колоннами), так и совершенно различные (ренессансный портик рядом с египетскими колоннами, мавританскими оконными проёмами и готическим шпилем). Выбор продиктован временны́ми (как в историзме) или территориальными (как в экзотизме) особенностями.
В начале XIX века развитие романтических идей постепенно приводило к расширению художественных представлений о времени и пространстве в границах традиционного архитектурного классицизма. Появился красивый термин: «романтический классицизм» . Так, например, в здании Биржи на стрелке Васильевского острова в Санкт-Петербурге (1805—1810) архитектор Тома де Томон ещё использует элективный метод: соединяет дорический («пестумский») ордер с необычной опоясывающей здание колоннадой (не поддерживающей кровлю), чуждой античной архитектуре. Соединение же в одной композиции «греческой» колоннады и «римских» ростральных колонн, в сущности, эклектично, но не воспринимается таковым из-за целостности пространственного решения. Для сравнения: здание Большой оперы в Париже, возведённое Ш. Гарнье, откровенно эклектично — в нём не связаны друг с другом темы палладианских аркад, барочного декора, ампирной атрибутики, натуралистичной скульптуры. В декоративно-прикладном искусстве периода историзма такие произведения определяли термином пастиччьо (итал. pasticcio — запеканка, паштет).
В одном из ранних примеров эклектической архитектуры Санкт-Петербурга XIX века — здании Лютеранской церкви Св. Петра на Невском проспекте (1832—1838) — архитектор Александр Брюллов (брат знаменитого живописца) соединил черты романской, готической и классицистической архитектуры. Но такое соединение (его называли «русско-романским» стилем), весьма деликатное, не кажется противоречивым. В следующем произведении — оформлении Александровского зала Зимнего дворца (проект 1838 г.) — Брюллов подчеркнул идеологически важное соединение элементов ампира, готики и славянской атрибутики (зал посвящен победам русской армии над Наполеоном и памяти императора Александра I). В фасаде здания Штаба гвардейского корпуса на Дворцовой площади в Санкт-Петербурге (1837—1843) Брюллов соединил «египетские» пилоны и древнеримские легионерские знаки дабы выразить идеи военного триумфа.
К середине XIX века понимание эклектики сменилось иным, более сложным, отражающим новые тенденции «расширения исторического мышления». Утрачивая конструктивную основу, элементы разных стилей не просто беспорядочно смешивались, а обесценивались; отдаляясь от своих исторических прототипов, они искажались и нивелировались, становились неузнаваемыми и похожими друг на друга. В «Розовой гостиной», оформленной А. И. Штакеншнейдером в стиле неорококо в Зимнем дворце (1847—1856), использованы рокайли, витые барочные колонки, картуши, волюты (интерьер не сохранился). Стиль как таковой становился нейтральным, почти неразличимым. К тому же интеллектуализм художника, знание многих «исторических стилей» при относительно слабом потенциале творческого воображения и прагматизме заказчиков становились препятствием в поисках оригинального художественного стиля. Наиболее передовые художники это отчётливо сознавали.
Архитектор Л. Н. Бенуа, которому пришлось работать в это время писал:

 «Удовлетворяя вкусу мало взыскательных заказчиков» архитекторы вынуждены создавать постройки «как бы по определённому рецепту. Так, например, вестибюль отделывался в „помпеевском“ стиле, гостиные и танцевальные залы — в стиле Людовика ХV или Людовика ХVI. Этот стиль подвергался особенному искалечению тяжелыми и вычурными формами: никто не понимал тонкости и изящества его. Столовые и кабинеты шли в стиле Ренессанса и готики, причём любили архитекторы, как тогда выражались, „вертеть немецкий Ренессанс“. Будуары в стиле „Помпадур“, a fumoir обязательно требовалось отделать в мавританском стиле и т. д. Можно себе представить, какой получался архитектурный винегрет вместо жилого дома! Мастера ХVIII века подмешивали иногда в свои отделки китайщину и впоследствии, во времена Империи, вводили лёгкие намеки на египетские мотивы, а иногда и готики, но всё это оставалось в рамках общей стильности отделки того времени». Далее Бенуа писал, что и ранее допускались капризы, шуточные стилизации, цитирование прошлых стилей, «но художник оставался верен своей индивидуальности». В современных постройках, напротив, нет ни индивидуальности, ни точности цитирования стилей прошлого. Особенно возмутительна, по его мнению, подмена целостной стилизации «залеплением фасадов» чуждыми модернизированными элементами, фальшивым рустом, «неисчислимыми орнаментами вплоть до висящих в воздухе гирлянд! Архитектурная часть как бы исчезала»
В архитектуре и декоративно-прикладном искусстве с середины XIX века эклектика стала сложным, многосоставным псевдостилем в оформлении построек новых типов: крупных административных и зрелищных зданий, доходных домов, промышленных и транспортных сооружений. Мотивы готики, Ренессанса и барокко на крупных фасадах образовывали дробную сетку декора. Не случайно художники того времени называли эклектические фасады петербургских и московских особняков «слоёными пирогами». Один «стиль» накладывали на другой, слой за слоем, горизонтально, поэтажно.
К концу XIX столетия художники ощутили тупик эклектизма. Одни пытались его преодолеть, возвращаясь к идеалам средневекового искусства, как это делали в Англии мастера «Искусств и ремёсел» и прерафаэлиты, другие — на пути рационалистического мышления. На волне «антиэклектического движения» рождалось искусство модерна рубежа XIX—XX веков. Художники модерна, несмотря на различия убеждений, вкусовых пристрастий и стилевых ориентаций, стремились к «художественному синтезу» и «большому стилю», но и эти устремления оказались утопией, они остались грёзой модерна. Парадоксальность ситуации состояла в том, что подобный синтез как единство содержания и формы, конструкции и декора, целого и частей является непременным условием создания подлинно художественных произведений, он существовал ранее, в более благополучные в эстетическом отношении эпохи.

## Архитекторы
- Шарль Гарнье (Франция)
- Габриэль Давю[фр.] (Франция)
- Поль Абади (Франция)
- Эрнст Эберхард фон Ине (Германия)
- Ричард Моррис Хант (США)
- Генри Гобсон Ричардсон (США), создавший стиль Романский Ричардсона
- Жозеф Пуларт (Бельгия)
- Альфред Александрович Парланд (Россия)
- Александр Степанович Каминский (Россия)
- Константин Андреевич Тон (Россия) разработал русско-византийский стиль
- Андрей Иванович Штакеншнейдер (Россия)
- Питер Кёйперс (Нидерланды)
- Чарльз Бэрри (Великобритания)